# Mario Szichman
Mario Szichman (pronunciado /Shijman/ en fonética española; Buenos Aires el 2 de enero de 1945 - 28 de junio de 2018) fue un escritor argentino de origen judío polaco.

## Vida
Cursó estudios en Derecho en la Universidad de Buenos Aires. En 1967 se mudó a Colombia, donde inició su labor literaria escribiendo el relato Siluetas en un campo de tiro. Luego se mudó a Caracas, donde viviría hasta 1971, y escribió sus primeras dos novelas: Crónica Falsa (1969, tomando como base Siluetas en un campo de tiro) y Los Judíos del Mar Dulce (1971). Estas novelas son las primeras que toman como personaje a la familia Pechof.
Los Pechof son una familia ficticia,  emigrantes a la Argentina desde Polonia. Szichman ha escrito cuatro libros de esta familia: Crónicas falsas, Los judíos del Mar Dulce, La Verdadera crónica falsa (1972) y A las 20:25 la Señora entró en la inmortalidad (1983).
Szichman regresó a Buenos Aires en 1971 donde trabajó como director de una agencia de noticias durante cuatro años. Emigra de nuevo a Venezuela donde se desempeñó como profesor en la Universidad Católica Andrés Bello desde 1975 a 1981. En Caracas publicó en 1975 el ensayo Miguel Otero Silva: mitología de una generación frustrada, al que le seguiría Uslar: cultura y dependencia.
Realizó una trilogía de libros sobre las guerras de independencia en Venezuela, conocida como Trilogía de la Patria Boba, la misma consta de las novelas Los Papeles de Miranda (2000); Las dos muertes del general Simón Bolívar (2004), y Los años de la guerra a muerte (2007).
En 1995 emigra a los Estados Unidos y colabora con diversas publicaciones de Italia, Colombia y México y en medios venezolanos como el diario TalCual y la revista Contrabando.

## Premios
- 1969 - Mención del premio Casa de las Américas por Crónica Falsa.
- 1980 - Premio Norte por A las 20:25 la Señora entró en la inmortalidad.

## Obras

### Novelas
- Crónica falsa. Buenos Aires: Jorge Álvarez, 1969
- Los judíos del Mar Dulce. Buenos Aires/Caracas: Ed. Galerna/Síntesis 2000, 1971 (erweiterte Neuauflage: New Jersey: Editorial Aleph, 2013)
- La verdadera crónica falsa. Buenos Aires: Centro Editor de América Latina, 1972
- A las 20:25, la Señora entró en la inmortalidad. Hanover: NH: Ed. del Norte, 1981 (Neuauflage: New Jersey: Editorial Aleph, 2012)
- Los papeles de Miranda. Caracas: José Agustín Catalá/El Centauro Ediciones, 2000
- Las dos muertes del General Simón Bolívar. Caracas: José Agustín Catalá/El Centauro Ediciones, 2004
- Los años de la Guerra a muerte. Caracas: José Agustín Catalá/El Centauro Ediciones, 2007
- Eros y la doncella. Madrid: Verbum, 2013
- La región vacía. Madrid: Verbum, 2014

### Traducciones

#### Al inglés
- At 8:25 Evita Became Immortal. Transl. by Roberto Picciotto. Hanover, NH: Ed. del Norte, 1983

#### Al alemán
- "Um 20.25 ging Evita in die Ewigkeit ein", en: Mit den Augen in der Hand: argentinische Jüdinnen und Juden erzählen. Herausgegeben und übersetzt von Erna Pfeiffer. Viena: Mandelbaum Verlag, 2014, págs. 74-80